# 朝山神社
朝山神社（あさやまじんじゃ）は島根県出雲市朝山町にある神社である。
『出雲国風土記』所載の宇比多伎山に比定される山の上に鎮座しており、神社の周囲は「朝山森林公園」となっている。

## 祭神
眞玉著玉之邑日女命 (またまつくたまのむらひめのみこと)
神魂命 (かみむすひのみこと)
大己貴命 (おおなむちのみこと)
『出雲国風土記』神門郡条の朝山郷の項に「神魂命御子 眞玉著玉之邑日女命坐之 爾時 所造天下大神 大穴持命 娶給而 毎朝通坐」とある。すなわち眞玉著玉之邑日女命は大穴持命（＝大国主）の妻問いの相手である。

## 歴史
『出雲国風土記』には「浅山社」と記され、神祇官に所属しているとある。延喜式神名帳には「朝山神社」と記されている。
天和3年（1683年）の『出雲風土記鈔』には「神朝山宇比多伎大明神」、享保2年（1717年）の『雲陽誌』には「雲井瀧明神」と記されている。
『出雲国風土記』に記載の神門郡朝山郷の山々、すなわち宇比多伎山・稲積山・陰山・稲山・桙山・冠山（俗に「朝山六神山」と呼ばれる）は、同書において大神の衣装、食、住、武器に見立てられており、先述した宇比多伎山は「大神の御屋なり」とされ、その周辺に大神の衣食武器などが配置されている。瀧音能之（『風土記から見る日本列島の古代史』平凡社〈平凡社新書 883〉、2018年、38-42頁）は、朝山郷を大神の生活空間、すなわち天の下造らしし大神の神殿が造られた鎮座地といってもよいように思われると述べ、オオクニヌシが現社地（出雲大社）に祀られる以前、まだ出雲の西部の神に限定されていた時代の信仰圏の中心は、実は朝山郷にあったのではないか、と説いている。

## 境内社
- 星宮社（皇之命）
- 舟子神社（猿田彦命）
- 杉尾神社（豊受姫命）
- 朝山十九社（八百萬神）

## 祭礼
例祭日は4月29日である。旧暦10月1日～10日には神在祭が行われ、ここに集まった神々は10日夕刻に出雲大社に向かうという。